# Inundación de París de 1910
La inundación de París de 1910 fue una catástrofe en la que el río Sena, cargado de las lluvias invernales de sus afluentes, inundó París y varias comunidades cercanas.
A finales de 1909, París sufrió intensas lluvias y en enero de 1910, el río Sena inundó la capital francesa cuando el agua se desbordó por las alcantarillas y los túneles del metro. El agua del río no se desbordó por sus orillas, sino que inundó la ciudad a través de túneles, desagües y alcantarillado; sin embargo, el río sí se desbordó en pueblos cercanos del este y del oeste de la ciudad.
Las inundaciones invernales eran algo normal en París, pero el 21 de enero el río comenzó a crecer más rápido de lo normal. En el transcurso de la semana siguiente, miles de parisinos fueron evacuados de sus hogares porque el agua se infiltraba en los edificios y las calles de la ciudad, provocando el cierre de las infraestructuras básicas parisinas. Policías, bomberos y soldados se desplazaban en botes por las calles inundadas rescatando a residentes atrapados a través de las ventanas de segundos pisos y para distribuir ayuda. Los refugiados se agruparon en refugios improvisados en iglesias, escuelas y edificios gubernamentales. A pesar de que las aguas amenazaron con desbordar los muros que canalizan el río a su paso por la ciudad, los trabajadores consiguieron mantener al Sena encauzado con diques construidos rápidamente. Una vez que el agua invadió la estación de tren de Orsay, sus vías pronto quedaron por debajo de varios metros de agua. Para continuar moviéndose por la ciudad, los residentes viajaban a en barcos o a través de pasarelas de madera construidas por ingenieros del gobierno y por los parisinos mismos.
El 28 de enero el agua alcanzó su máxima altura: 8,62 metros, 6 metros por encima de su nivel normal.
Las estimaciones de los daños causados por las inundaciones alcanzaron los  400 millones de francos. La inundación duró casi una semana y no provocó ninguna muerte. Las aguas volvieron a su cauce pasados 35 días.

## Galería

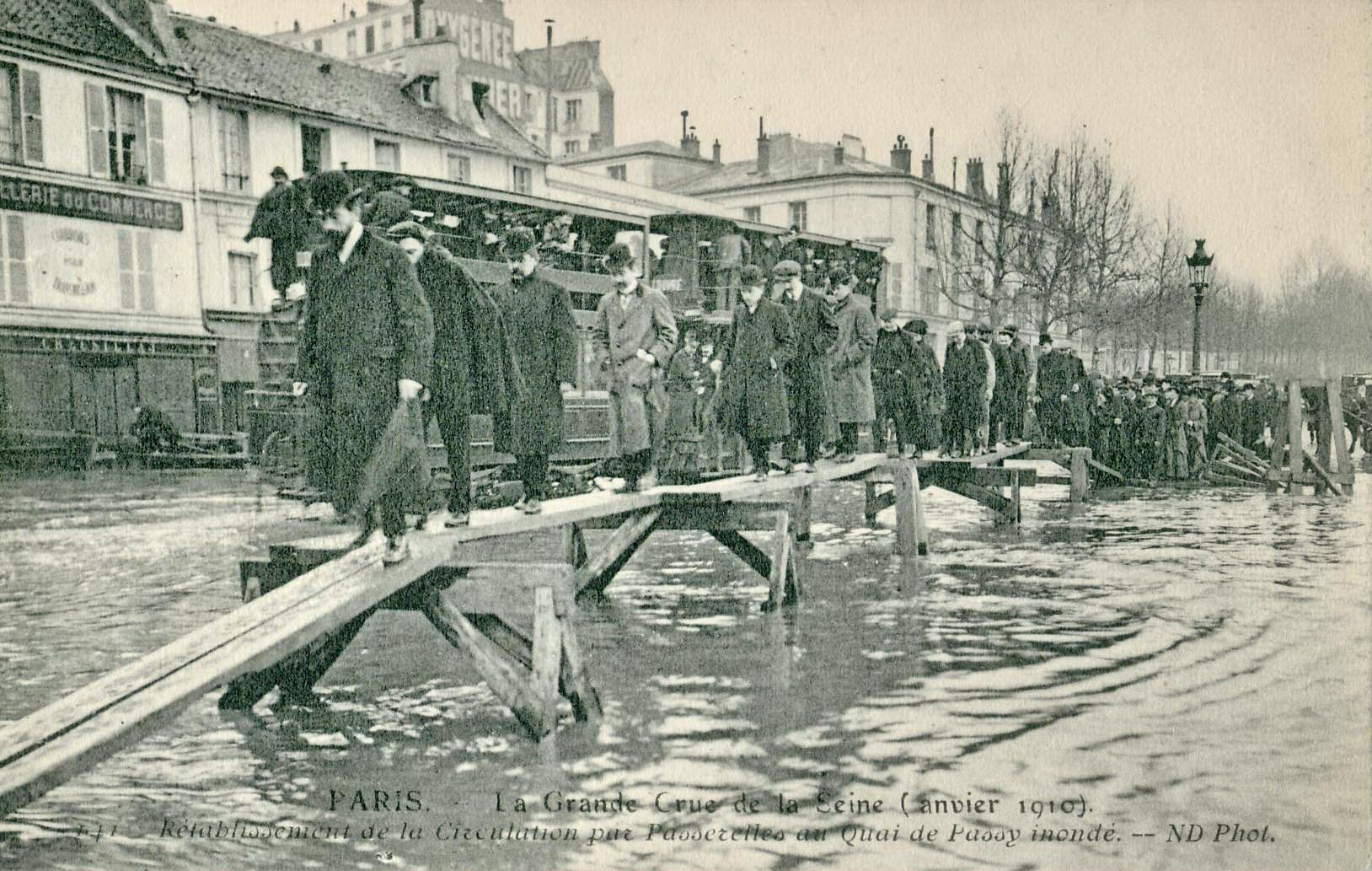
La inundación en Quai de Passy.
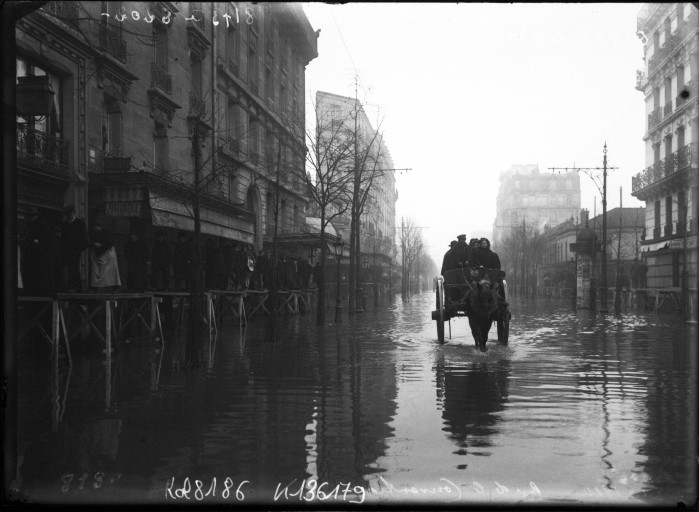
Rue de la Convention.
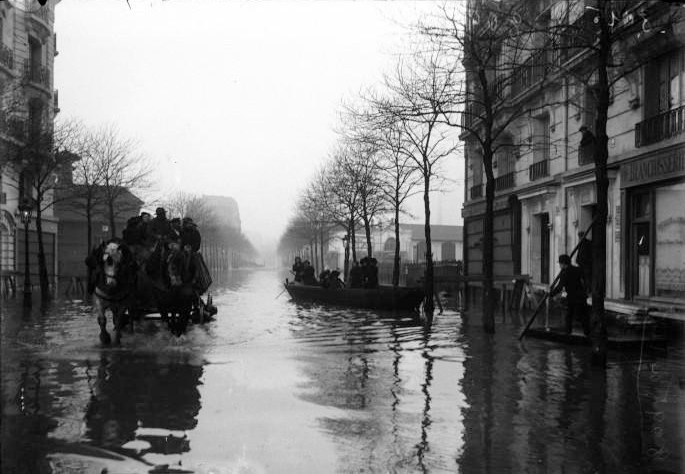
Avenida Félix-Faure.
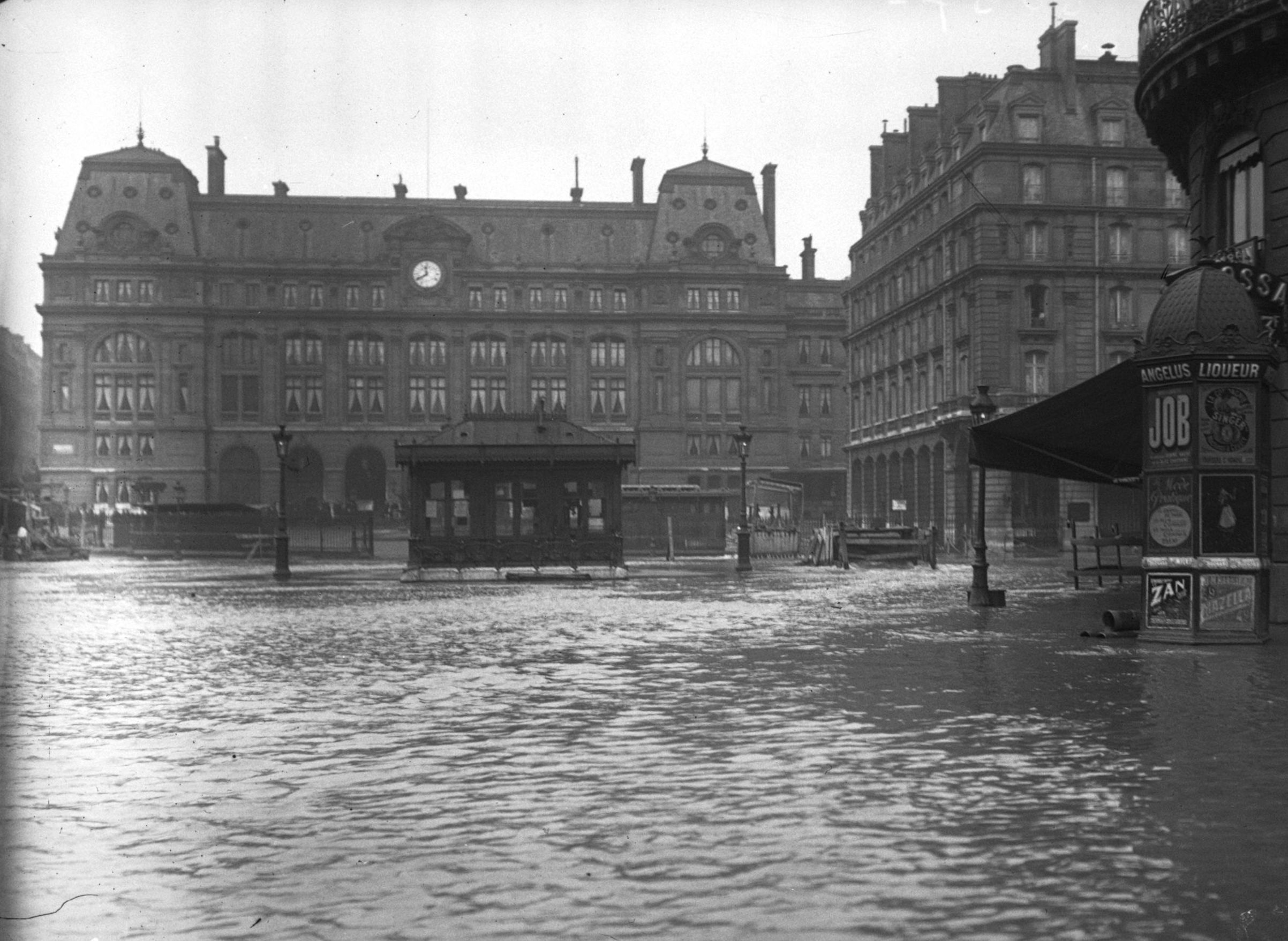
Estación de Paris Saint-Lazare.
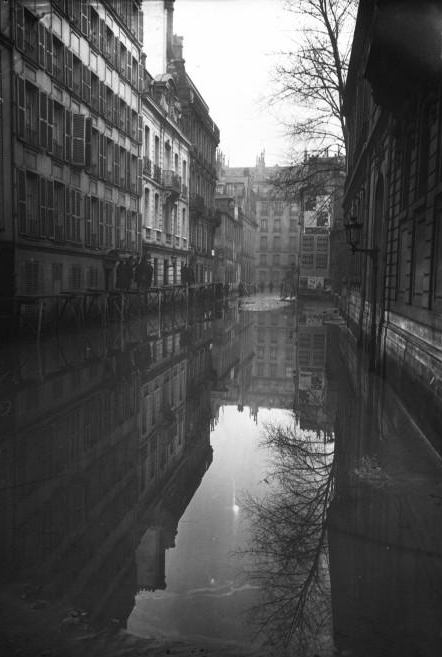
Rue de Poitiers.
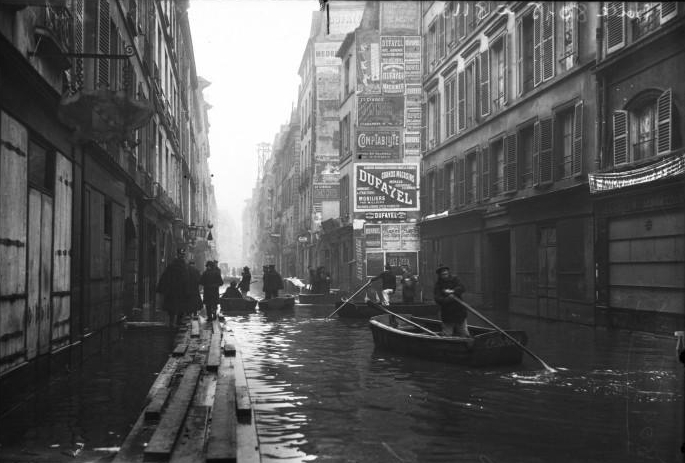
Rue de Seine.
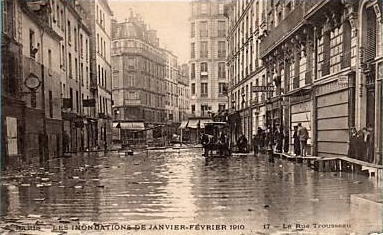
Rue Trousseau.
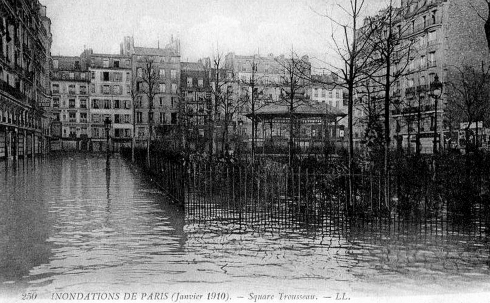
Plaza Trousseau.